# Boska przygoda Sharpay
 Boska przygoda Sharpay  (ang. Sharpay’s Fabulous Adventure) – film z kanonu Disney Channel Original Movie będący także spin-offem serii High School Musical, w którym główną rolę zagrała Ashley Tisdale. Film śledzi losy Sharpay Evans po skończeniu szkoły, która próbuje dostać rolę na Broadwayu.
Zdjęcia rozpoczęły się 25 maja 2010 roku w Toronto, w Kanadzie, a zakończyły 6 lipca 2010 roku.

## Obsada
W filmie wystąpili:
| Bohater         | Aktor                | Polski dubbing     |
| --------------- | -------------------- | ------------------ |
| Sharpay Evans   | Ashley Tisdale       | Magdalena Krylik   |
| Peyton Leverett | Austin Butler        | Paweł Ciołkosz     |
| Roger Elliston  | Bradley Steven Perry | Miłosz Konkel      |
| Tiffany         | Lauren Collins       | Julia Hertmanowska |
| Amber Lee Adams | Cameron Goodman      | Joanna Pach        |
| Gill Samms      | Alec Mapa            | Janusz Zadura      |
| Neal Roberts    | Jack Plotnick        | Tomasz Borkowski   |